# Provincia de Woleu-Ntem
Woleu-Ntem es una de las nueve provincias de Gabón. Su capital es Oyem y posee un área de 38 465 km² y una población censada en 2013 de 154 986 habitantes. Los ríos Campo (Ntem) y Wele nacen en esta provincia.

## Localización
Se ubica en el norte del país y tiene los siguientes límites:
| Noroeste: Región del Sur, Camerún  | Norte: Región del Sur, Camerún | Noreste: Región del Sur, Camerún    |
| Oeste: Río Muni, Guinea Ecuatorial |                                | Este: Sangha, República del Congo   |
| Suroeste: Provincia de Estuaire    | Sur: Provincia de Moyen-Ogooué | Sureste: Provincia de Ogooué-Ivindo |

## Subdivisiones
Woleu-Ntem se divide en cinco departamentos:
| Departamento | Chef-lieu | Población (2013) |
| ------------ | --------- | ---------------- |
| Woleu        | Oyem      | 74 403           |
| Ntem         | Bitam     | 49 712           |
| Haut-Ntem    | Minvoul   | 10 838           |
| Okano        | Mitzic    | 16 630           |
| Haut-Komo    | Médouneu  | 3403             |